# Anjou grófjainak és hercegeinek listája
Anjou Franciaország legismertebb történelmi régióinak egyike; előbb grófság, majd hercegség.  Anjou grófjai és hercegei gyakran különböző országok uralkodói lettek.  A hercegséget 1481-ben  XI. Lajos  király végleg egyesítette a koronabirtokokkal. Ezután – apanázsként – a francia királyi házak (Valois-ház, Bourbon-ház) egyes tagjai kapták meg a hercegséget; viselték az „Anjou hercege” titulust, amely azonban már üres címmé vált.

## Anjou grófjai
Franciaországban a tartományurak és családjaik felvették birtokuk nevét; így „Anjou” néven több, egymással semmilyen vérségi kapcsolatban nem álló család követte egymást a gróf, később őrgróf tisztében. Az első ismert gróf Erős Róbert volt; valószínű, hogy a grófságot neki szervezte meg Kopasz Károly. A közösen kezelt Anjou és Bloi volt a neustriai őrgrófság.

### Róbert-ház[3]
Róbert-ház voltaképpen nem volt, mivel ebben az időszakban a grófi cím még nem volt örökletes. Ennek jeleként a „házalapító” Erős Róbert halála után az őrgrófságot nem Róbert idősebb fia kapta meg, hanem egy bizonyos Hugó apát, Odó pedig 882–883 között Párizs grófja lett. Hugó apát 886. május 12-én meghalt, és halála után a tisztséget immár Odó kapta meg
, 
- Erős Róbert (franciául: Robert le Fort), (kb. 820 – 866. július 2.), III. Róbertnek (*? - †834?), Hesbaye grófjának a fia, uralkodott: 853 - 866;
- Hugó apát őrgróf 866–886. május 12.
- Odó (Eudes) (kb. 852 – 898. január 3.), Erős Róbert idősebb fia, őrgróf: 886–898; egyúttal a nyugati frankok királya: 888–898.[4]
- I. Róbert (888–923), Erős Róbert ifjabbik fia, őrgróf, 922–923-ban nyugati frank király;

### Ingelger-ház
A grófi cím az Ingelger-ház (I. Anjou-ház) idején vált örökletessé. Anjou grófjai az Ingelger-házból:
- 930–941 I. (Vörös) Fulkó, (Foulque le Roux) (kb. 870 – 941. augusztus 13.) egy Ingelger nevű frank nemes (kb. (845–888) fia volt; (Angers grófja: 909-től;[6]
- 941–960 II. (Jó) Fulkó (kb. 909 – 960. november 13.), az előző fia;
- 960–987 I. (Szürkekabátos) Gottfried (kb. 938 – 987. július 21.), az előző fia;
- 987–1040 III. (Fekete) Fulkó (kb. 972 – 1040. június 21.), az előző fia;
- 1040–1060 II. (Kalapács) Gottfried (1006. október 14. – 1060. november 14.), az előző fia.

### Gâtinais-ház[7]
— avagy második Anjou-ház

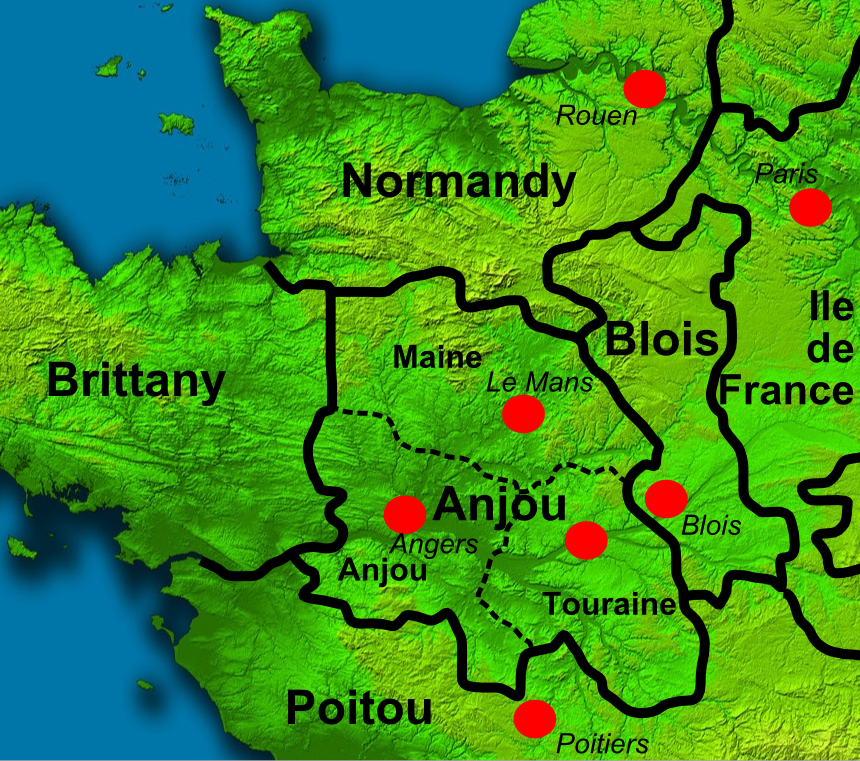
Északnyugat-Franciaország az 1090-es években, Anjou, Maine és Touraine egyesítése után

1110-ben V. Fulkó a szomszédos Maine grófság örökösnőjét (I. Éliás gróf Eremburga nevű lányát) vette feleségül, és ezzel a gyakorlatban újraegyesítette a két grófságot: ettől fogva Anjou hercege és Maine grófja mindig ugyanaz a személy volt.
- III. (Szakállas) Gottfried (kb. 1040 – 1097), III. Gottfried, Gâtinais grófja (1042/1045 - 1068), II. Gottfried unokaöccse, III. Fulkó lányának, Ermengardnak (*1018? - †1076), és férjének, II. (Ferréol) Gottfriednek (*? - †1042/1045), Gâtinais grófjának (Château-Landon-ház) a fia; uralkodott: 1060 – 1068; megfosztották tisztségétől;
- IV. (Veszekedő, avagy Rosszkedvű /Mogorva/) Fulkó (kb. 1043 – 1109. április 14.), az előző öccse, uralkodott: 1068 – 1109;
- IV. (Martel) Gottfried (kb. 1073 – 1106. május 19.), az előzőnek a fia, ténylegesen nem uralkodott, de besorolják Anjou grófjai közé;
- V. (Ifjú) Fulkó (1089/1092 – 1143. november 13.), az előzőnek az öccse, uralkodott: 1109 – 1129, lemondott; I. Fulkó, Maine grófja: 1110 – 1129, lemondott; Anjou Fulkó, jeruzsálemi király: 1131 – 1143; (Anjou-ház (Gâtinais));
- V. (Plantagenêt, avagy Szép) Gottfried (1113. augusztus 24. – 1151. szeptember 7.), az előzőnek a fia, uralkodott: 1129 – 1151; I. Gottfried, Maine grófja: 1129 – 1151; Gottfried, Normandia hercege: 1144 – 1150;
- I. Henrik (1133. március 5. – 1189. július 6.), az előzőnek a fia, uralkodott: 1151 – 1189; I. Henrik, Maine grófja: 1151 – 1156 és 1158 – 1169; II. Henrik, Normandia hercege: 1150 – 1189; II. Henrik angol király: 1154 – 1189; (Anjou-ház);[8]
- VI. Gottfried (1134. június 1. – 1158. július 27.), az előzőnek az öccse, ténylegesen nem uralkodott, de besorolják Anjou grófjai közé; II. Gottfried, Maine grófja: 1156 – 1158;
- II. (Ifjabb) Henrik (1155. február 28. – 1183. június 11.), I. Henrik fia, ténylegesen nem uralkodott, de besorolják Anjou grófjai közé; II. Henrik, Maine grófja: 1169 – 1183; angol társuralkodó: 1170 – 1183;
- Richárd (1157. szeptember 8. – 1199. április 6.), az előzőnek az öccse, uralkodott: 1189 – 1199, Richárd, Maine grófja: 1183 – 1199, IV. Richárd, Normandia hercege: 1189 – 1199, I. (Oroszlánszívű) Richárd angol király: 1189 – 1199;
- János (1166. december 24. – 1216. október 19.), az előzőnek az öccse, uralkodott: 1199 – 1204; János, Maine grófja: 1199 – 1204; János, Normandia hercege: 1199 – 1204; „Földnélküli” János angol király: 1199 – 1216;
- Artúr (1187. március 29. – 1203. április 3.), az előzőnek az unokaöccse (II. Gottfriednek (*1158 - †1186), János bátyjának, Bretagne hercegének (1181 – 1186) a fia), uralkodott: 1199 – 1203; I. Artúr, Bretagne hercege: 1187 – 1203.

1204-ben az Anjou és Maine grófságok feletti uralmat II. Fülöp Ágost (*1165 - †1223) francia király (1180 – 1223) (Capet-ház) szerezte meg.

### Capet-Anjou-ház
— avagy III. Anjou-ház; sok oldalággal
- János Trisztán, Maine grófja (1226–1232) — 1219. július 21. – 1232) (*1219 - †1232), Eleonórának (*1162 - †1214), I. Henrik gróf (II. Henrik angol király) lányának, Kasztíliai Blanka (*1184 - †1252) francia királynénak és férjének, VIII. (Oroszlán) Lajos (*1187 - †1226) királynak (1223 - 1226) (Capet-ház) a fia;
- I. Károly (1227. március 21. – 1285. január 7.), az előzőnek az öccse, uralkodott: 1246 – 1285; I. Károly, Maine grófja: 1246 – 1285; I. Károly, Provence grófja: 1246 – 1267; I. Károly, Szicília királya (ténylegesen): 1266 – 1282; I. Károly nápolyi király (ténylegesen): 1282 – 1285; (Anjou-ház);
- II. Károly (1254 – 1309. május 5.), az előzőnek a fia, uralkodott: 1285 – 1290, lemondott; II. Károly, Maine grófja: 1285 – 1290, lemondott; II. Károly, Provence grófja: 1267 – 1309; II.(Sánta) Károly nápolyi király: 1285 – 1309;
- Margit (1273 – 1299. december 31.), az előzőnek a leánya, uralkodott: 1290 – 1299; Margit, Maine grófnője: 1290 – 1299.

### Valois-Anjou-ház
avagy IV. Anjou-ház
- III. Károly (1270. május 12. – 1325. december 16.), I. Károly, Valois grófja (1286 – 1325), az előzőnek (Margit grófnőnek) a férje, III. (Merész) Fülöp (*1245 - †1285) francia királynak (1290 – 1325) (Capet-ház) a fia; uralkodott: 1290 - 1325; III. Károly, Maine grófja: 1290 – 1313;
- Fülöp (1293 – 1350. augusztus 22.), az előzőnek a fia, uralkodott: 1325 – 1328; Fülöp, Maine grófja: 1314 – 1328; Fülöp, Valois grófja: 1325 – 1328; VI. Fülöp, Franciaország királya: 1328 – 1350, (Valois-ház).

1328-ban VI. Fülöp király Anjou és Maine grófságokat a királyi birtokokhoz csatolta.

## Anjou hercegei

### Valois-Anjou-ház
- I. Lajos (1339. július 23. – 1384. szeptember 20.), az előzőnek (VI. Fülöp királynak) az unokája, II. (Jó) János (*1319 - †1364) királynak (1350 - 1364)  (Valois-ház) a fia, uralkodott: 1351 – 1384 (1351-től 1360-ig gróf, 1360-tól: herceg); I. Lajos, Maine grófja: 1351 – 1384, Touraine hercege (1370–); I. Lajos, Provence grófja: 1382 – 1384; I. Lajos, címzetes nápolyi király (avagy ellenkirály): 1382 – 1384; (Anjou-ház);
- II. Lajos (1377. október 5. – 1417. április 29.), az előzőnek a fia, uralkodott: 1384 – 1417; II. Lajos, Maine grófja: 1384 – 1417; II. Lajos, Provence grófja: 1384 – 1417; II. Lajos, címzetes nápolyi király (avagy ellenkirály): 1384 – 1417;
- III. Lajos (1403. szeptember 25. – 1434. november 12.), az előzőnek a fia, uralkodott: 1417 – 1434; III. Lajos, Maine grófja: 1417 – 1434; III. Lajos, Provence grófja: 1417 – 1434; III. Lajos, címzetes nápolyi király (avagy ellenkirály): 1417 – 1434;
- René (1409. január 19. – 1480. augusztus 10.), az előzőnek az öccse, uralkodott: 1434 – 1480; René, Provence grófja: 1434 – 1480; I. René, Lotaringia hercege: 1431 – 1453; Jó René nápolyi király: 1435 – 1442;
- IV. (V.) Károly (1436 – 1481. december 10.), az előzőnek az unokaöccse (René gróf öccsének, IV. Károlynak (*1414 - †1472), Maine grófjának (1434 – 1472) a fia), uralkodott: 1480 – 1481; V. Károly, Maine grófja: 1472 – 1481, IV. (V.) Károly, Provence grófja: 1480 – 1481.[10]

1481-ben az Anjou hercegséget, a Maine grófságot (és a Provence grófságot is) végleg egyesítették a francia koronabirtokokkal.

## Lásd még
- http://fr.wikipedia.org/wiki/Liste_des_comtes_et_ducs_d%27Anjou
- http://fr.wikipedia.org/wiki/Liste_des_comtes_du_Maine
- http://fr.wikipedia.org/wiki/Liste_des_comtes_et_marquis_de_Provence
- http://it.wikipedia.org/wiki/Sovrani_di_Napoli_e_Sicilia
- https://de.wikipedia.org/wiki/Liste_der_Grafen_und_Herz%C3%B6ge_von_Anjou